# Rede Mundial de Oração do Papa

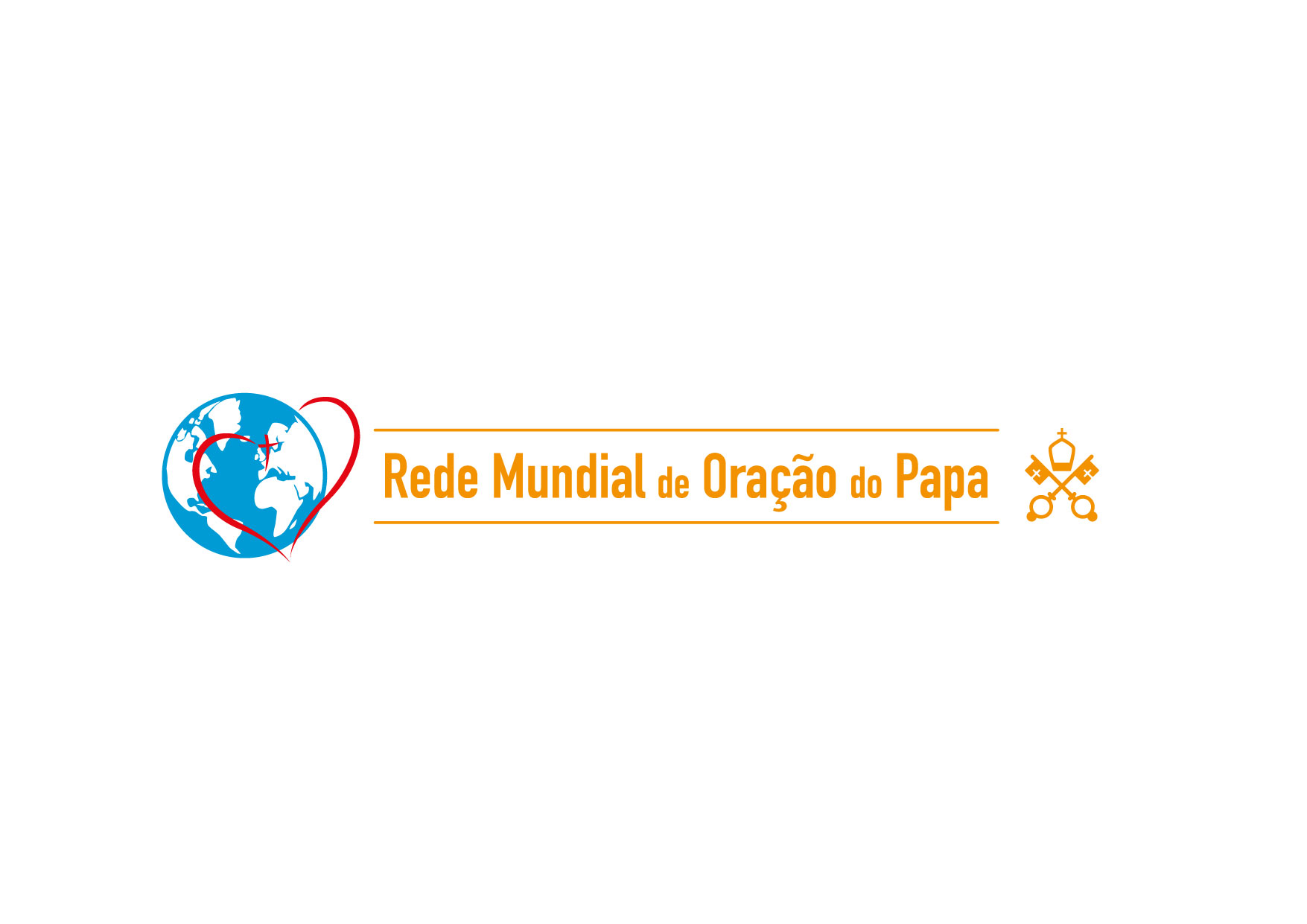
Logotipo oficial da Rede Mundial de Oração do Papa

Sagrado Coração de Jesus (Símbolo do Cristianismo)

A Rede Mundial de Oração do Papa, que inclui o Movimento Eucarístico Juvenil, é uma obra pontifícia da Igreja Católica, cuja missão é mobilizar os católicos, através da oração e da ação, face aos desafios da humanidade e da missão da Igreja. Os desafios são apresentados sob a forma de intenções de oração mensais que o Papa confia, através da sua Rede Mundial de Oração, aos fiéis do mundo inteiro. Esta rede de pessoas unidas pela oração tem como objetivo ser apóstolos na vida diária através da dinâmica do Coração de Jesus, que se define como uma missão de compaixão pelo mundo.
Fundada em 1844 como Apostolado da Oração, mudou o seu nome para Rede Mundial de Oração do Papa em 2016, e em março de 2018, o Papa Francisco constituiu este serviço eclesial como obra pontifícia, aprovando os seus novos estatutos. Em dezembro de 2020, o Papa constituiu esta obra pontifícia como fundação vaticana e aprovou seus novos estatutos. Atualmente, está presente em 89 países e dela fazem parte mais de 22 milhões de católicos, incluindo a sua secção dedicada especificamente aos jovens dos 7 aos 18 anos: o Movimento Eucarístico Jovem (MEJ).
Desde 2016, o seu Diretor Internacional é o sacerdote jesuíta Frédéric Fornos.
No ano de 2019 cumpriu 175 anos de história, que assinalou num Encontro Internacional com sede na Cidade do Vaticano e que contou com a presença do Papa Francisco e mais de 6000 convidados.
A Rede Mundial de Oração do Papa lidera diversos projetos e iniciativas de evangelização com um significativo alcance no mundo digital católico e que obtiveram grande exposição nos media: entre eles, destacam-se a aplicação Click To Pray (Clique para rezar), O Vídeo do Papa, o itinerário de formação espiritual Caminho do Coração e a aplicação para rezar o Rosário, Click To Pray eRosary.

## História: Apostolado da Oração

### Origem e desenvolvimento
O Apostolado da Oração teve origem num Seminário da Companhia de Jesus (de padres jesuítas), em Vals, perto de Le Puy-en-Velay, na França), no dia 03 de dezembro de 1844, Festa de São Francisco Xavier.
Naquela ocasião, o Padre Espiritual do Colégio — Padre Francisco Xavier Gautrelet (1807–1886) — fez uma conferência aos estudantes, em que explicou como podiam eficazmente satisfazer o desejo de colaborar com os que trabalhavam nos vários campos de apostolado para a salvação dos homens. Podiam fazê-lo, sem interromper o seu trabalho principal, que era o estudo, oferecendo com fim apostólico as suas orações, os seus sacrifícios e trabalhos, por meio de uma pequena organização, a qual seria denominada de "Apostolado da Oração".
As ideias propostas pelo Padre Gautrelet, que constituem o fundamento do Apostolado da Oração, foram recebidas com entusiasmo pelos estudantes e divulgadas primeiro nas terras vizinhas do colégio e depois em toda a França.
O Apostolado da Oração teve aprovação do Bispo de Le Puy em 1846, e, em 1849, alcançou a aprovação e as primeiras indulgências do Papa Pio IX, sendo estendido a toda a Igreja.
A estrutura organizacional e promoção inicial foram obra do Padre Henri Ramière, S.J. Em numerosos artigos e escritos, explicou amplamente, e de maneira acessível, a doutrina do AO, dando-lhe uma forma definitiva. Em 1861, publicou o livro intitulado "O Apostolado da Oração, Santa Liga de corações cristãos unidos ao Coração de Jesus", lançando definitivamente a base teológica para o movimento.
Os primeiros Estatutos foram aprovados por Pio IX em 1866 e reformados por Leão XIII em 1896. Em 1948, o Papa Pio XII realizou extensa revisão do texto, que foi reaprovado e proclamado em 28 de outubro de 1951). Com o Concílio Vaticano II, ocorreu nova reforma e a versão final  e atual dos Estatutos foram aprovados pelo Papa Paulo VI em 27 de março de 1968.
As intenções de oração do Papa, anunciadas mensalmente para serem rezadas com o Oferecimento Diário, surgiram em 1880, com o Papa Leão XIII, que criou a Intenção Geral. A Intenção Missionária foi acrescentada somente em 1929 pelo Papa Pio XI.
No 100º aniversário em 1944, o Papa Pio XII deu graças a Deus pelo Apostolado da Oração, chamando-o de "um dos meios mais eficazes para a salvação das almas, uma vez que se trata de oração e a oração em comum." Ele elogiou a organização para o seu objetivo: "rezar assiduamente para as necessidades da Igreja e tentar satisfazê-las por meio do oferecimento cotidiano". Em 1985, o Papa João Paulo II chamou o Apostolado da Oração de "um precioso tesouro do coração do Papa e do Coração de Cristo."
A primeira revista específica do Apostolado da Oração foi editada em 1861, na França, com o nome de "Mensageiro do Coração de Jesus", órgão oficial mensal da associação, que rapidamente começou a ser editado em vários países, como Itália (1864), Áustria (1865), Estados Unidos e Espanha (1866), Colômbia e Hungria (1867, Inglaterra (1868, Holanda e Bélgica (1869) e e Brasil, cujo primeiro exemplar foi publicado em 1º de junho de 1896 por iniciativa do Padre Bartolomeu Taddei.
Até o ano 2000, havia 50 diferentes edições do Mensageiro do Coração de Jesus e 40 outros periódicos. Hoje, no Brasil, juntamente com as publicações oficiais do AO, é publicado por Edições Loyola.

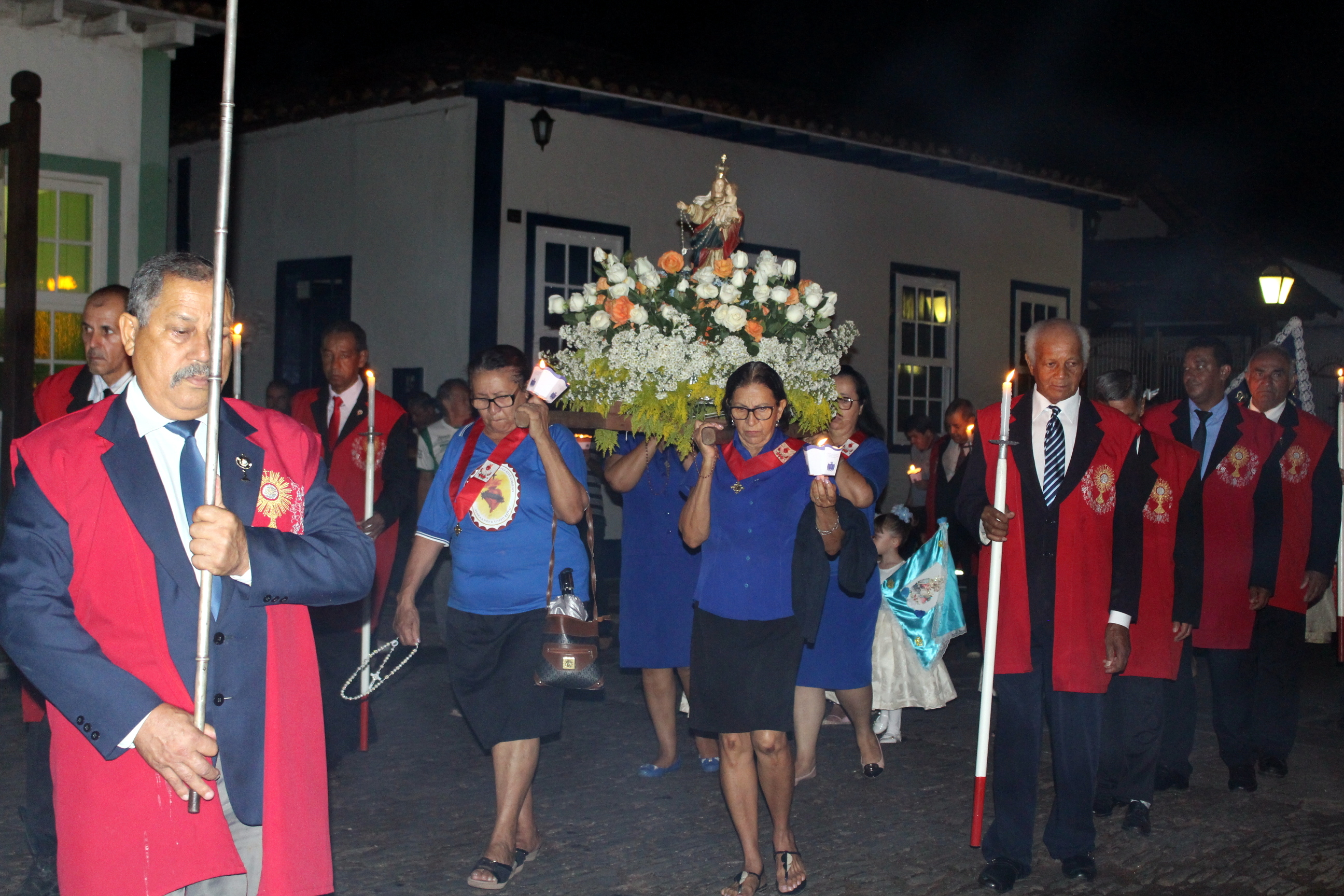
Membros do Apostolado da Oração conduzindo a imagem de Nossa Senhora do Rosário, ladeados pela Irmandade do Santíssimo Sacramento

### Portugal
O Apostolado da Oração chegou a Portugal em 1864, trazido pelo italiano Padre António Marcocci. O grande impulsionador foi o seu colega Padre Luís Prosperi, primeiro Diretor Nacional. Em 1887, já havia em Portugal 1.074 Centros e cerca de 850.000 associados e zeladores. A Irmã Maria do Divino Coração Droste zu Vischering foi uma das grandes propagadoras das pagelas do Apostolado da Oração na região do Norte de Portugal.

### Brasil
O primeiro núcleo do Apostolado de Oração no Brasil foi fundado pelo Padre Bento Schembi no dia 30 de junho de 1867, no Recife (PE), na Igreja de Santa Cruz, ficando restrito à localidade, não contribuindo para a difusão do movimento no país.
O padre Bartolomeu Taddei fundou em Itu (SP) um núcleo do Apostolado de Oração em 1º de outubro de 1871, fundando outros centros em nível diocesano e nacional. Por este motivo, o Padre Taddei é considerado o fundador e propagador do movimento no Brasil. Foi nomeado como primeiro Diretor Nacional por ter levado o Apostolado a todos os Estados.
Padre Taddei foi também o responsável pela fundação do Santuário Central do Coração de Jesus, em Itu (SP). Em 03 de junho de 1913, data do falecimento do mesmo padre, havia, no Brasil, 1.390 centros do Apostolado de Oração espalhados por todos os estados, com cerca de 3 milhões de associados.

## Objetivos e práticas

### Espiritualização da Comunidade
Os membros do Apostolado da Oração, seguindo um programa rigoroso e profundo de vida espiritual, estão capacitados para cooperar ativamente na espiritualidade da Paróquia, num trabalho de conjunto com outras Pastorais e Movimentos, promovendo: Horas Santas (incentivo principalmente ás visitas ao Santíssimo Sacramento); Participação ativa na Missa; Consagração das Famílias ao Sagrado Coração de Jesus, anualmente; Entronização da Imagem ou quadro do Sagrado Coração de Jesus nos lares; Novenas, terços, em família; vias-sacras e todas as iniciativas que ajudem a Comunidade a orar.

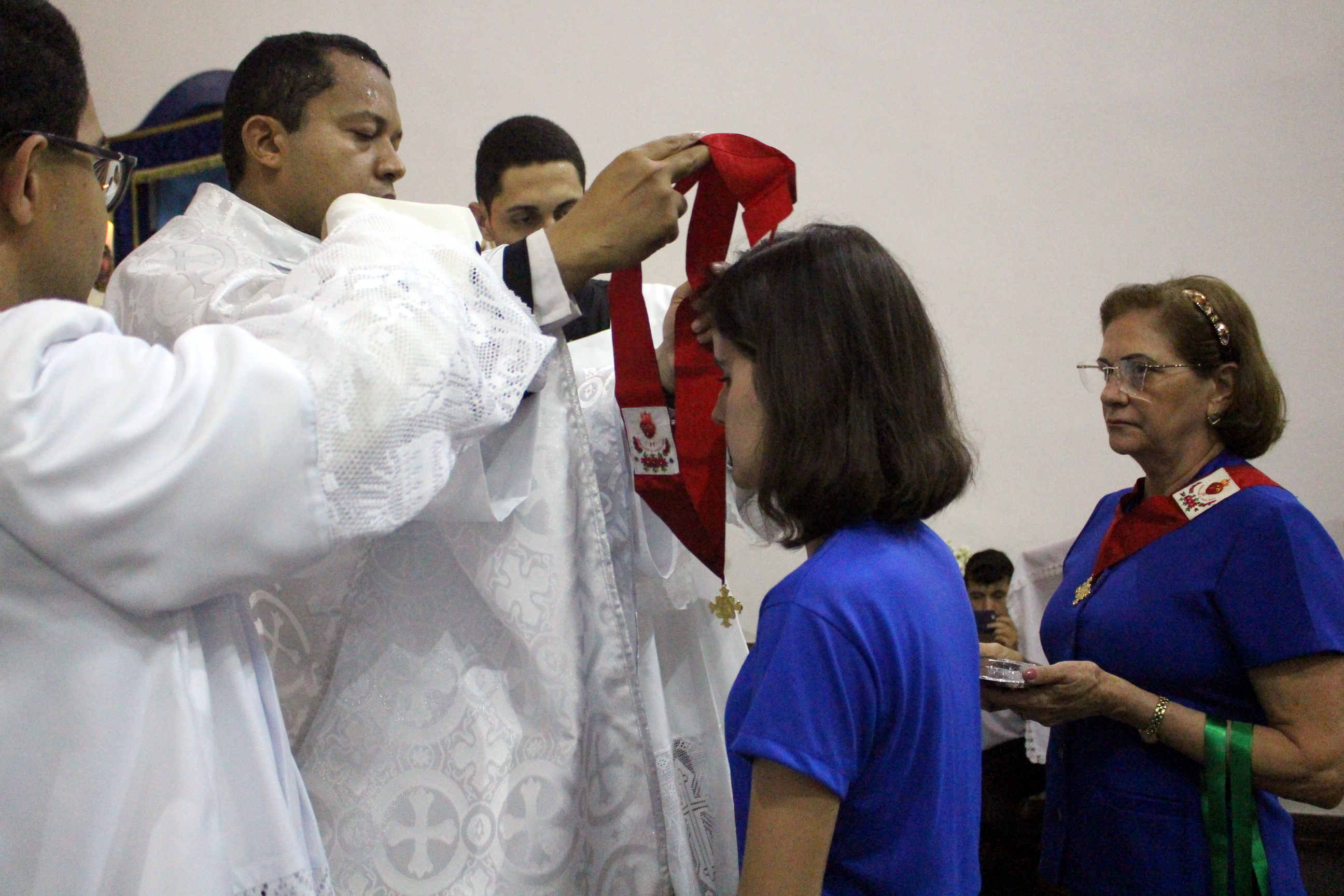
Jovem recebendo a imposição da fita do Apostolado da Oração pelas mãos do Pároco em Pirenópolis, Goiás.

### Atuação na base eclesial
Principalmente pela atuação com as famílias, a exemplo das Comunidades Eclesiais de Base, agregando as famílias dos Zeladores, Associados zelados e suas vizinhanças, procurando atingir as famílias da comunidade de forma inclusiva, por meio de práticas como as Novenas do Natal em Família, Encontros da Campanha da Fraternidade na Quaresma, Semana Nacional da Família, Festas do Padroeiro.

### Irradiação da vida cristã
O membro do Apostolado da Oração deverá, no seu ambiente, promover os valores cristãos, pelo testemunho de vida e pela palavra.

### Promoção humana e assistência social
O membro do Apostolado da Oração é estimulado a praticar as chamadas obras de misericórdia, tais como: dar alimento aos necessitados, visitar pessoas enfermas, idosas e encarceradas, levando conforto, oração, esperança e auxilio material quando necessário, caminhando muitas vezes em parceria com os Vicentinos, Pastoral dos Pobres, Pastoral da Saúde, Pastoral dos Enfermos, Pastoral da Pessoa Idosa, Pastoral Carcerária e Pastoral da Esperança. Os membros do AO são encorajados a serem também membros ativos destas pastorais.

### Pastoral Vocacional
Principalmente pela oração pelas vocações sacerdotais, religiosas e leigas; e pelo auxílio material para o sustento dos Seminários.

### Evangelização
Principalmente junto às famílias ou na Catequese propriamente dita. O Movimento Eucarístico Jovem (MEJ), é a secção juvenil da Rede Mundial de Oração do Papa. Trata-se de crianças e jovens, dos 7 aos 18 anos, que desejam viver ao estilo de Jesus. O MEJ ajuda-os a construir uma relação de amizade com Jesus, tendo como fundamento os Exercícios Espirituais de Santo Inácio.
As suas origens remontam a 1914, quando o Congresso Eucarístico Internacional de Lourdes convocou "uma grande liga eucarística de crianças, que despertará desde a infância um movimento geral para" a comunhão. A partir do Congresso Eucarístico formaram-se e organizaram-se alguns grupos, como "Ligas Eucarísticas" e "Cruzadas de Oração das Crianças". Alguns destes grupos estavam ligados ao Apostolado da Oração. No contexto da Cruzada de Bordéus, criada a 13 de novembro de 1915, surgiu a "Cruzada Eucarística", hoje chamada Movimento Eucarístico Juvenil (MEJ).

### Colaboração nas Atividades Paroquiais
Além da devolução do Dízimo, os membros do Apostolado da Oração deverão colaborar nos trabalhos e promoções materiais e sociais da Paróquia.

## Processo de recriação: Rede Mundial de Oração do Papa
Em 2009, o padre Adolfo Nicolás, então Padre Geral da Companhia de Jesus, entendeu promover a recriação do serviço eclesial do Apostolado da Oração. Começou deste modo um longo processo com o objetivo de redescobrir o que constituía a dimensão essencial e autêntica da missão confiada ao longo da sua história.
Em 2010 começou um caminho de reflexão e discernimento, trabalhando com os diferentes diretores e coordenadores nacionais, para apresentar o tesouro espiritual do Apostolado da Oração no novo contexto do mundo atual. Esta nova forma de apresentar a sua missão culminou com a redação de um documento, apresentado ao Papa Francisco em 2014. Neste documento surgiu a proposta de "Rede Mundial de Oração do Papa", cuja formalização foi concluída em 2015, com uma nova identidade visual.

No domingo, 8 de janeiro de 2017, durante a oração do Angelus, o Papa Francisco utilizou a nova designação pela primeira vez, quando animou os fiéis do mundo inteiro, durante a oração do Angelus na Praça de São Pedro, a unirem-se-lhe em oração:
"Gostaria de vos convidar a unir-vos à Rede Mundial de Oração do Papa que difunde, inclusive através das redes sociais, as intenções de oração que proponho todos os meses à Igreja inteira. É assim que se leva em frente o apostolado da oração, fazendo crescer a comunhão".
Em 2018, o Papa Francisco constituiu a Rede Mundial de Oração do Papa, anteriormente conhecida como Apostolado da Oração, como obra pontifícia com sede legal no Estado da Cidade do Vaticano.
Em dezembro de 2020, o Papa constituiu esta obra pontifícia como fundação vaticana.

## 175º Aniversário
A 28 de junho de 2019, o Papa Francisco recebeu na aula Paulo VI uma delegação da sua Rede Mundial de Oração (incluído o seu Movimento Eucarístico Juvenil), assinalando os 175 anos da sua fundação e os dez anos do início do processo de recriação. Este encontro internacional realizou-se na Solenidade do Coração de Jesus e reuniu mais de 6000 convidados presenciais e 7500 através do Facebook live para agradecer os frutos do processo de recriação. Na ocasião, o Papa Francisco pronunciou um discurso, agradecendo o compromisso de oração e apostolado da instituição:
"Estai atentos: o coração da missão da Igreja é a oração. Podemos fazer muitas coisas, mas sem oração não resulta".

## Iniciativas e projetos
Um dos aspetos do processo de recriação da Rede Mundial de Oração do Papa foi a inserção no mundo da comunicação digital. Não se tratava apenas de comunicar o mesmo através dos meios digitais, mas de introduzir uma nova visão, novas linguagens e novas formas de partilhar o tesouro espiritual, especialmente com os jovens. Surgiram, assim, iniciativas, projetos e aplicações com alcance global. Foi um modo de dar visibilidade e valorizar todas as pessoas invisíveis e sem voz das redes locais que rezam pela missão da Igreja. Entre eles, podemos mencionar: 

### O Vídeo do Papa

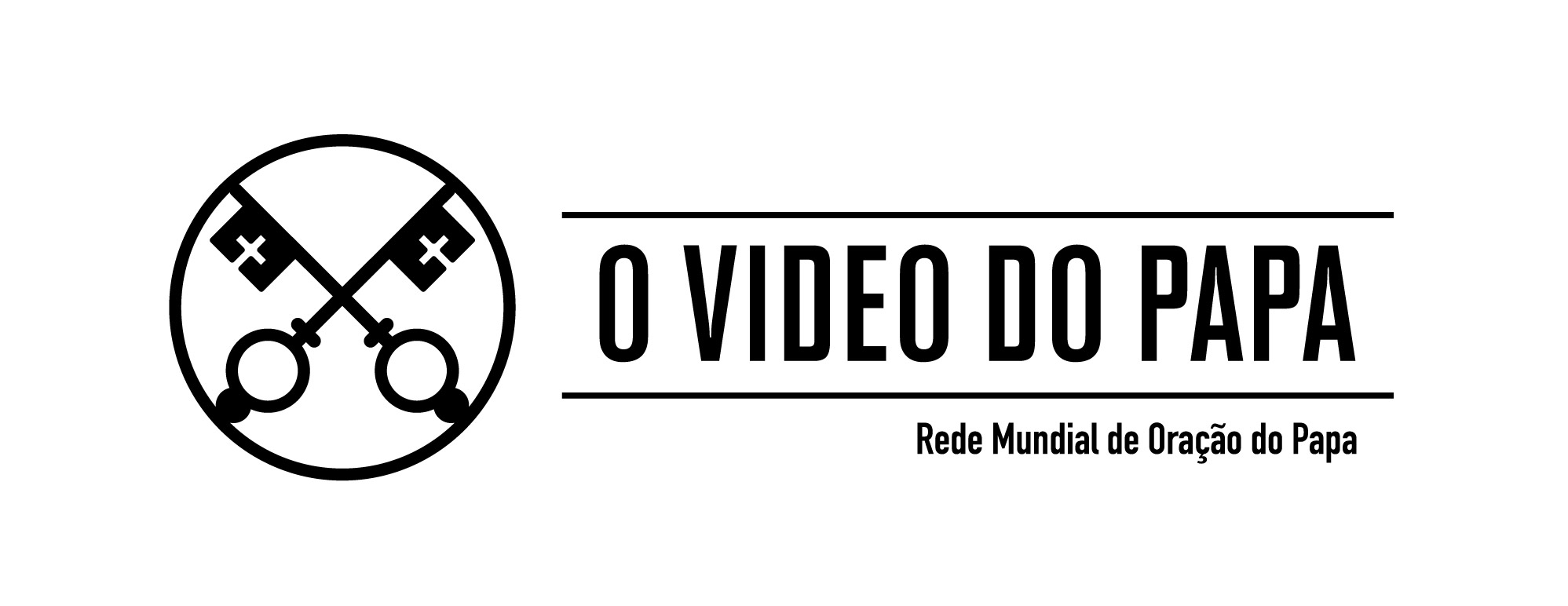
Logotipo oficial O Vídeo do Papa

O Vídeo do Papa é uma iniciativa global e gratuita que pretende partilhar com os católicos de todo o mundo e com todos os que procuram a paz, a fraternidade e a justiça, as intenções de oração que o Papa Francisco confia mensalmente à Igreja. Todos os meses, a Rede Mundial de Oração do Papa produz um vídeo no qual o Papa fala para a câmara para explicar os desafios da humanidade  e da missão da Igreja e pedir a oração de todos. O primeiro vídeo foi lançado em janeiro de 2016 e o seu tema era o diálogo inter-religioso.

### Click To Pray

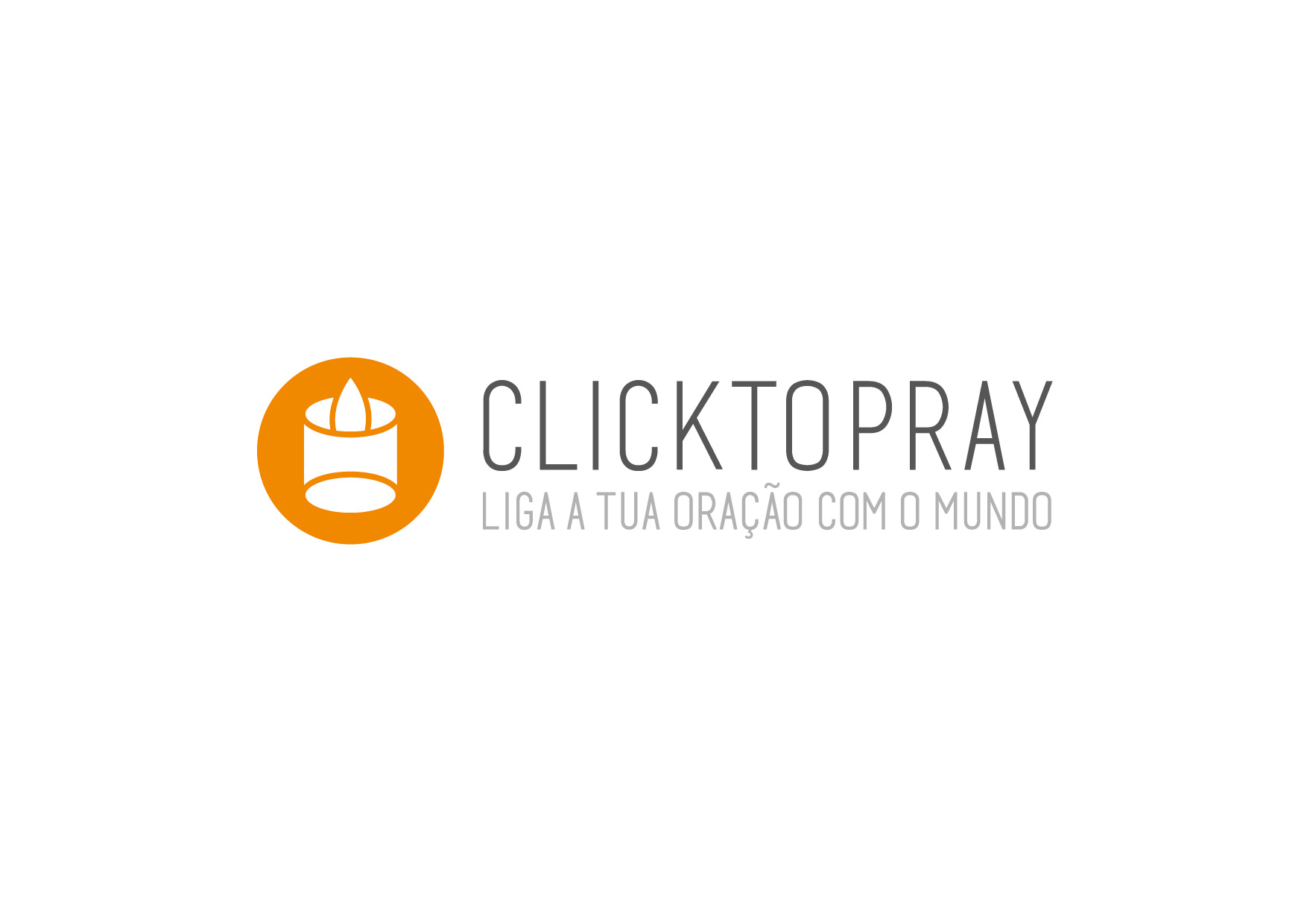
Click To Pray Official Logo

Click To Pray é uma plataforma e aplicação gratuita que ajuda a rezar pelas intenções de oração do Papa Francisco. Propõe também uma pedagogia de oração diária e permite conectar as orações de milhões de católicos em todo o mundo através de um "mural de orações". Foi lançada em 2016 e tornou-se uma das aplicações religiosas mais descarregadas do mundo.

### Click To Pray eRosary
Click To Pray eRosary é uma aplicação gratuita, disponível em 5 idiomas, que ajuda as pessoas a rezar o Rosário pela paz no mundo. Procura unir a tradição espiritual da Igreja Católica com os últimos avanços do mundo tecnológico. Foi lançado em outubro de 2019.

### O Caminho do Coração
O Caminho do Coração é uma aplicação e site web em espanhol que apresenta o itinerário espiritual da Rede Mundial de Oração do Papa. Este caminho de formação ajuda os utilizadores a entrar numa missão de compaixão pelo mundo. Também está editado em livros digitais que podem ser encontrados e descarregados gratuitamente na plataforma Issuu.

## Compromissos dos membros

### Oração diária com oferecimento do dia
O Oferecimento Diário é uma oração feita diariamente, preferencialmente pela manhã, por meio da qual os membros oferecem a Deus suas orações, trabalhos, sofrimentos e alegrias, pedindo as bênçãos para cada momento vivenciado durante o dia.
Há duas formulas oficiais para esta oração. A mais usada é a que consta na carta do diretor mundial do AO, Padre Peter-Hans Kolvenbach, SJ, de 8 de junho de 2003, direcionada aos Secretários Nacionais do AO: “Deus, nosso Pai, eu te ofereço todo o dia de hoje: minhas orações e obras, meus pensamentos e palavras, minhas alegrias e sofrimentos, em reparação de nossas ofensas, em união com o Coração de teu Filho Jesus, que continua a oferecer-se a Ti, na Eucaristia, pela salvação do mundo. Que o Espírito Santo, que guiou a Jesus, seja meu guia e meu amparo neste dia, para que eu possa ser testemunha do teu amor. Com Maria, Mãe de Jesus e da Igreja, rezo especialmente pelas intenções do Santo Padre para este mês:...”

### Vida Sacramental, Eucaristia e Liturgia
Os membros são estimulados a participarem de todas as ações ligadas à Liturgia, com participação ativa na Missa, onde é celebrada a Eucaristia. São também encorajados a participarem dos demais Sacramentos.
A principal celebração do mês é a Missa da Primeira Sexta-Feira, onde os membros praticam a devoção da Comunhão Reparadora, pela qual pedem perdão a Deus pelos pecados cometidos pela humanidade.

### Devoções especiais
Os membros praticam e difundem especialmente as devoções ao Espírito Santo, ao Sagrado Coração de Jesus (por meio da Festa do Sagrado Coração de Jesus, Primeiras Sextas-Feiras do mês, Horas Santas, Entronização do Sagrado Coração de Jesus nos lares e a Consagração das famílias ao Sagrado Coração de Jesus), à Virgem Maria, aos Santos Padroeiros (São Francisco Xavier e Santa Teresa do Menino Jesus e da Santa Face) e aos chamados Santos Promotores do culto ao Sagrado Coração de Jesus, com destaque para Santa Margarida Maria Alacoque, São Cláudio La Colombière e para a Beata Maria do Divino Coração.

### Vontade de sentir com a Igreja
O Apostolado da Oração reza, a cada mês, pelas Intenções que o Papa escolhe e propõe. Os membros são encorajados e seguirem as orientações pastorais do Papa, do Bispo e dos Sacerdotes, devendo-lhes respeito e colaboração.

### Oração perseverante
Estimula-se a prática da oração constante e regular.

### Formação pessoal
Formação sólida de Zeladoras e Zeladores e de todos os membros de cada núcleo, visando a formação espiritual, bíblica, litúrgica, apostólica, doutrinária, por meio da Reunião Mensal, Hora Santa, novena do Sagrado Coração de Jesus, tríduos para as festas dos santos padroeiras, retiros espirituais, tarde de reflexão, palestras, círculos bíblicos, jornadas apostólicas, leituras de livros e revistas(principalmente a Revista Mensageiro do Coração de Jesus), encontros de formação e demais encontros promovidos pelas Paróquias e Dioceses.

### Unir oração e ação
Os membros, além da oração, têm o compromisso de colaborarem com boas obras.

## Estrutura geral
- O diretor internacional é o Padre Frédéric Fornos, SJ, designado pelo Santo Padre.[19][20]
- O secretário nacional é nomeado pelo diretor geral. Sua função é coordenar e orientar o apostolado a nível nacional.
- O diretor diocesano é nomeado pelo bispo diocesano e tem o encargo de dinamizar o Apostolado da Oração na Diocese, representar o AO perante o Secretariado Nacional, promover encontros de formação, criar novos Centros, visitar os Centros já formados, ajudar os vigários e suas equipes e levar o movimento à frente.
- Os diretores locais nas paróquias são os vigários.
- Em cada um dos níveis, são constituídas, de acordo com as necessidades, diretorias ou comissões compostas por leigos, que auxiliam no trabalho de cada diretor ou secretário.
- Dentro de cada núcleo local, os membros são normalmente divididos em duas categorias: os Associados, membros já incorporados por meio do Rito de Admissão e que estão recebendo formação e participando as atividades do grupo; e os Zeladores, que são membros mais antigos, com uma maior formação e participação ativa no movimento, sendo responsáveis principalmente por zelar por um grupo composto por um número de Associados e suas famílias.